# Multi-source
Multi-source é um método de redução do tempo de download para grandes arquivo de computadors (ficheiros, em Portugal) através da obtenção de dados de uma ou mais fontes.

## Funcionamento
Um programa que suporta downloads multi-source irá conectar-se a um computador e começar o download do arquivo desejado, então encontrará outro computador que hospede o mesmo arquivo de computador e começará a baixar deste também. O programa controla os downloads de tal modo que cada fonte provê dados diferentes, assim o usuário não baixa a mesma parte do arquivo de computador duas vezes. Então ele constrói o arquivo de computador no computador do usuário muito mais rapidamente do que se tivesse que esperar que arquivo de computador inteiro fosse baixado de uma única fonte.
Porém, este método só é útil quando o computador remoto não é capaz de oferecer o arquivo à mesma velocidade que o usuário é capaz de realizar os downloads. Por exemplo: se a conexão do usuário permite downloads a 25KB/s, e o servidor A só consegue enviar o arquivo a uma velocidade de 10KB/s, o programa utiliza os 15KB/s restantes para baixar os dados a partir de uma outra fonte B usando o método descrito acima. Assim, no exemplo, a cada segundo, 10KB vêm do servidor A e 15KB vêm do servidor B.